# Viladecans
Viladecans (Catalansk udtale: [ˌbiɫəðəˈkans]) er en catalansk by og kommune i comarcaet Baix Llobregat i provinsen Barcelona i det nordøstlige Spanien. Byen har 67.348(2024) indbyggere og dækker et areal på 20,06 km². Den er beliggende mellem byerne Sant Boi de Llobregat, Sant Climent de Llobregat, Gavà og El Prat de Llobregat. Viladecans betjenes af RENFE, der bl.a. opererer mellem Barcelona-Sants og dele af Spanien.

## Demografi
| 1900  | 1930  | 1950  | 1970   | 1986   | 2005   | 2011   |
| ----- | ----- | ----- | ------ | ------ | ------ | ------ |
| 1.194 | 2.990 | 4.294 | 24.483 | 45.071 | 64.077 | 64.737 |